# Escut de Manises
L'escut de Manises és un símbol representatiu sense oficialitzar de Manises, municipi del País Valencià, a la comarca de l'Horta Sud. Té el següent blasonament:
| « | Escut quadrilong acabat en punta, truncat. Al primer quarter, en camp d'atzur, un castell d'argent. Al segon quarter, en camp d'argent, un bou de gules. Orlat l'escut per llambrequins en atzur i or. Per timbre, corona comtal. Sota l'escut i fora d'ell, una divisa d'argent, amb la llegenda: «Ciutat Històrica i Laboriosa», en sable. | » |

L'escut de Manises fou adoptat per l'Ajuntament per acord de 31 de maig de 1943, però no ha estat aprovat oficialment per les autoritats amb la competència per a aprovar-lo. L'escut és el propi dels Boil, que van ser senyors de Manises. El títol d'«Històrica i laboriosa ciutat» fou concedit pel rei Alfons XIII per Reial Decret de 22 de desembre de 1924.